# Veliš (district de Benešov)
Pour les articles homonymes, voir Veliš.
Veliš (en allemand : Welisch) est une commune du district de Benešov, dans la région de Bohême-Centrale, en République tchèque. Sa population s'élevait à 334 habitants en 2020.

## Géographie
Veliš se trouve à 7 km au sud-ouest de Vlašim, à 17 km au sud-est de Benešov, à 31 km au nord-nord-est de Tábor et à 54 km au sud-est de Prague.
La commune est limitée par Postupice et Vlašim au nord, par Hradiště et Ostrov à l'est, par Louňovice pod Blaníkem et Zvěstov au sud, et par Ratměřice et Jankov à l'ouest.

## Histoire
La première mention écrite de la localité date du XIVe siècle.